# Llorenç Carbonell i Plana
Llorenç Carbonell i Plana va ser un músic català del segle xx que componia sardanes i peces per a cobla. L'any 1921 va ser director de l'Orfeo Renaixement, de Barcelona.
Es conserva un motet per a 3 veus i instruments a l'Arxiu comarcal de la Garrotxa al fons de l'església parroquial de Sant Esteve D'Olot (OloSE).

## Obres
- La sardana de Molló (1934)
- La font del Cucut
- La sardana dels infants
- La vida encesa
- Teresa